# Sækmøl
Sækmøl (Coleophoridæ) er en artsrig familie af sommerfugle, der tilhører den store overfamilie Gelechioidea. Der er beskrevet lidt over 1.000 arter, men der er sandsynligvis mange flere langt ubeskrevet. Der er fundet knap 120 arter af sækmøl i Danmark, hvoraf hovedparten tilhører slægten Coleophora. Sækmøllene har deres navn fra at larverne lever et en sæk spundet af silke og plantedele.
| Dyr | Spire Denne artikel om dyr er en spire som bør udbygges. Du er velkommen til at hjælpe Wikipedia ved at udvide den. |